# Julius Fučík (periodista)
|  | Aquest article tracta sobre el periodista comunista txecoslovac. Vegeu-ne altres significats a «Julius Fučík». |

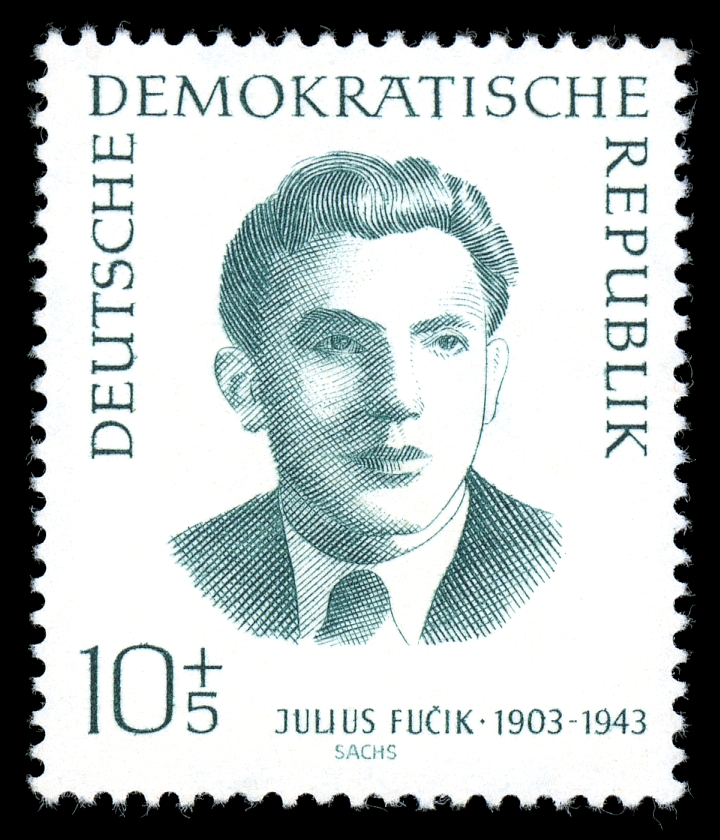
Segell postal de la RDA amb la imatge de Julius Fučík.

Julius Fučík (Praga, 23 de febrer de 1903 - Berlín, 8 de setembre de 1943) va ser un periodista i escriptor txecoslovac, membre del Partit Comunista de Txecoslovàquia. Va ser detingut per la Gestapo i posteriorment executat.

## Biografia
Va néixer en el si d'una família obrera. El seu pare va ser un obrer de l'acer i el seu oncle va ser el compositor Julius Fučík. Va estudiar filosofia a la Universitat de Pilsen. L'any 1921 va ingressar al Partit Comunista i per aquestes mateixes dates es va iniciar com a crític literari i teatral. Després va ser redactor de les publicacions comunistes Rudé Právo i Tvorba, en les quals va publicar reportatges sobre temes socials i culturals.
Al començament de la dècada de 1930 va realitzar diversos viatges a la Unió Soviètica. L'obra documental V zemi, kde zítra již znamená včera ("A la terra on el matí ja és ahir") és fruit d'aquests viatges que va realitzar.
Quan l'exèrcit nazi va ocupar Txecoslovàquia, va continuar publicant amb pseudònim, recuperant les figures clau de la cultura progressista txecoslovaca. Al febrer de 1941 va passar a ser membre del Comitè Central del Partit Comunista en la clandestinitat, encarregant-se de les publicacions il·legals. L'abril del 1942 va ser detingut per la Gestapo, traslladat a Berlín a l'estiu de l'any següent, torturat, i executat penjat a la forca a la presó de Plötzensee, mesos després.
El seu Reportáž psaná na oprátce ("Reportatge al peu de la forca") va ser tret fulla per fulla de la presó i publicat el 1945, adquirint ressonància internacional. Ha estat traduït a noranta idiomes. El 8 de setembre es commemora el Dia Internacional del Periodista en homenatge a ell, ja que fou executat pels nazis el 8 de setembre de 1943.

## Algunes publicacions

### Reportatges
- Reportáži z buržoazní republiky, publicat en revistes, reunits el 1948
- V zemi, kde zítra již znamená včera, sobre la Unió Soviètica, 1932
- V zemi milované, sobre la Unió Soviètica, publicat pòstumament el 1949
- Reportáž psaná na oprátce ("Reportatge al peu de la forca"), 1947, complet text el 1995, moltes edicions i traduccions

### Crítica teatral i assajos literaris
- Milujeme svoji zem, 1948
- Stati o literatuři, 1951
- Božena Němcová bojující, O Sabinově zradě, Chůva publicat a Tři studie, 1947.

### Altres
- Pokolení před Petrem, novel·la autobiogràfica, 1939